# Małgorzata Krok
Małgorzata Krok (ur. 13 marca 1991 w Warszawie) – polska prawniczka, adwokatka i doradczyni podatkowa, podsekretarz stanu w Ministerstwie Finansów (od 2024), zastępca Szefa Krajowej Administracji Skarbowej (od 2024).

## Życiorys
Córka Jerzego i Agaty. W 2015 ukończyła studia prawnicze na Uniwersytecie Warszawskim, studiowała także na Uniwersytecie w Groningen. Kształciła się w szkole prawa hiszpańskiego i na kursach podatkowych, podyplomowo ukończyła finanse międzynarodowe w Szkole Głównej Handlowej. Uzyskała uprawnienia adwokata (2019) i doradcy podatkowego (2020). Pracowała w kancelariach prawniczych, zajmując się prawem podatkowym, prowadziła także wykłady z tego zakresu.
1 lutego 2024 została powołana na stanowisko podsekretarza stanu w Ministerstwie Finansów oraz zastępczynię Szefa Krajowej Administracji Skarbowej.